# کالج پزشکی راش
کالج پزشکی راش دانشکده پزشکی دانشگاه راش است که در ناحیه پزشکی ایلینوی، در فاصله حدود ۳ کیلومتری از غرب لوپ در شیکاگو قرار دارد. این کالج با ارائه برنامه دکترای پزشکی تمام وقت، در سال ۱۸۳۷ آغاز به کار کرد، و امروزه عمدتاً به مرکز پزشکی دانشگاه راش و بیمارستان جان اچ استروگر جونیور شهرستان کوک وابسته است. در سال ۲۰۲۱، کالج پزشکی راش در بین موسسات تحقیقاتی ایالات متحده توسط یواس نیوز اند ورلد ریپورت رتبه ۶۴ را داشت.

## تاریخچه

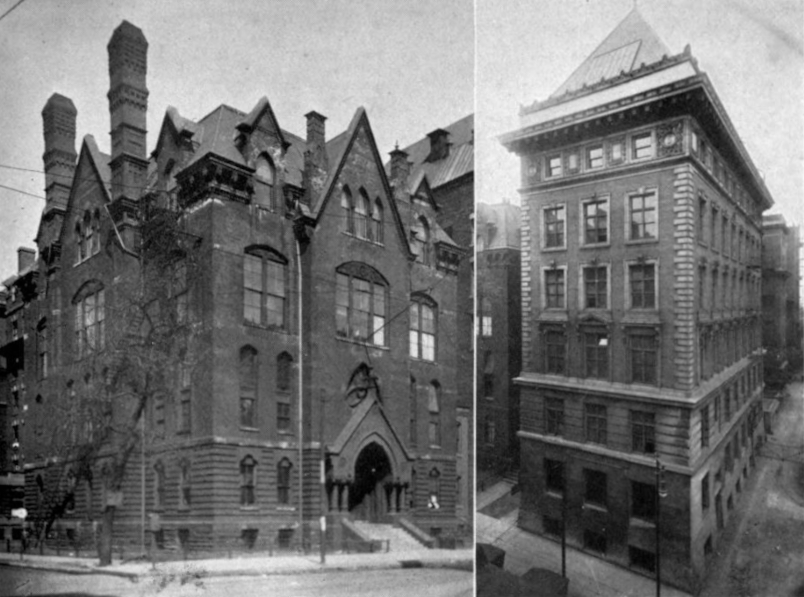
کالج پزشکی راش و سن هال در سال ۱۹۲۲

کالج پزشکی راش یکی از اولین کالج های پزشکی در ایالت ایلینویز است که در سال ۱۸۳۷، دو روز قبل از صدور مجوز شهر شیکاگو، با ۲۲ دانشجو در ۴ دسامبر ۱۸۳۴ رسما افتتاح شد  نام کالج توسط بنیانگذار آن، دکتر دانیل برینارد، به افتخار دکتر بنجامین راش، تنها پزشک دارای آموزش دانشکده پزشکی که امضاکننده اعلامیه استقلال بود، نامگذاری شد.  راش بعدها به مریوتر لوئیس مهارت‌های اولیه پزشکی را برای سفرش با ویلیام کلارک به شمال غربی اقیانوس آرام آموخت. دکتر راش به عنوان «پدر روانپزشکی آمریکا» نیز شناخته می شد.
در اوایل دهه ۱۸۶۰، کالج پزشکی راش بحث هایی برای ایجاد بخش دندانپزشکی آغاز کرد. در ۱۲ مارس ۱۸۶۹، اساسنامه‌ای برای تاسیس کالج دندانپزشکی شیکاگو صادر شد که قرار بود اولین دانشکده دندانپزشکی شیکاگو باشد. با این حال، تلاش‌ها برای عملیاتی کردن این منشور با شکست مواجه شد و از انجمن دندان‌پزشکی شیکاگو درخواست شد تا در آن مشارکت کند. در نتیجه، در ۲۰ فوریه ۱۸۸۳، اساسنامه‌ای برای درمانگاه دندانپزشکی شیکاگو صادر شد و در ۱۲ مارس ۱۸۸۳ افتتاح شد  
در طول قرن اول فعالیت کالج، بیش از ۱۰۰۰۰ پزشک در این کالج آموزش دیدند. "دکتر راش" یک عنوان بسیار ارزشمند در غرب آمریکا در قرن نوزدهم بود. کالج پزشکی راش از سال ۱۸۹۸ تا ۱۹۴۱ به دانشگاه شیکاگو وابسته بود.
با شروع جنگ جهانی دوم، برنامه آموزشی دانشکده پزشکی بطور موقت تعلیق شد، اگرچه همچنان به عنوان یک موسسه به کار خود ادامه داد. هیئت علمی راش همچنان به تدریس پزشکی و علوم زیستی به عنوان اعضای هیئت علمی در دانشگاه ایلینویز در مقطع کارشناسی و کارشناسی ارشد  ادامه دادند. اساسنامه کالج پزشکی در سال ۱۹۶۹ زمانی که بخشی از راش-پرسبیتریان-سنت مرکز پزشکی لوک دوباره فعال شد. در سال ۱۹۷۱، کالج پزشکی راش با کلاسی متشکل از ۶۱ دانشجوی سال اول و ۳۰ دانشجوی سال سوم بازگشایی شد.

## دانشجویان
در سال تحصیلی ۲۰۱۶-۲۰۱۷، کالج پزشکی راش میزبان ۵۱۵ دانشجوی پزشکی بود. برای کلاس ورودی ۲۰۱۶-۲۰۱۷، در مجموع ۱۰۷۵۴ درخواست دریافت شد که ۱۳۸ دانش آموز در حال تحصیل بودند. برای کلاس ۲۰۲۲-۲۳، ۱۴۲۴۷ درخواست با ۱۴۴ ثبت نام دریافت شد.

## برنامه درسی
برنامه درسی در کالج پزشکی راش از نظر آکادمیک چالش برانگیز، دقیق است و تمام علوم پایه و مؤلفه های بالینی را ادغام می کند. در سال ۲۰۱۰، برنامه درسی کالج پزشکی راش با اجرای برنامه درسی مبتنی بر سیستم دستخوش تحولات گسترده ای شد. هر یک از اعضای سیستم در یک بلوک منفرد سازماندهی می‌شوند که شامل موادی از آناتومی، بیوشیمی، بافت شناسی، فیزیولوژی، میکروبیولوژی، پاتوفیزیولوژی، ایمونولوژی و فارماکولوژی می‌باشند. در سنوات پیش بالینی به عنوان قبول یا رد، و سال های بالینی به عنوان با‌افتخار، قبولی عالی، قبولی، ردی درجه بندی می شوند. در حال حاضر هیچ رتبه بندی خارجی یا داخلی برای دانشجویان پیش بالینی وجود ندارد.
به طور همزمان، دانشجویان در دو سال اول در برنامه اکسپلور (EXPLORE) ثبت نام می کنند. این برنامه دانشجویان را با جنبه های مختلف پزشکی آشنا می کند و همچنین آموزش معاینه فیزیکی عملی را ارائه می دهد. دانشجویان از هفته‌های اول تحصیل تجربه بالینی کسب می‌کنند، زیرا باید در کنار یک پزشک راهنما در هر زمینه‌ای که انتخاب می‌کنند کار کنند. دوره پزشکی مبتنی بر شواهد (EBM) در طول سال اول و دوم گنجانده شده است. نمره قبولی قدم اول آزمون جواز پزشکی ایالات متحده آمریکا برای ارتقاء به سالهای بالینی مورد نیاز است. و آزمون‌های یواس‌ام‌ال‌ای (USMLE Step 2 CK) و سی‌اس (CS) باید تا اول نوامبر سال چهارم انجام شوند و گذراندن هر دو برای فارغ التحصیلی الزامی است.

## فارغ‌التحصیلان قابل توجه
- جیمز اولیور ون دی ولد، اسقف شیکاگو، موسس بیمارستانی که توسط کالج پزشکی راش اداره شد.